# Jean-Luc Bourgeaux
Jean-Luc Bourgeaux, né le 10 avril 1963 à Saint-Malo, est un homme politique français. Il est député d'Ille-et-Vilaine depuis août 2020 et maire de Cherrueix de 2001 à 2020.

## Biographie
Conseiller municipal à partir de 1989, il est élu maire de Cherrueix en mars 2001, succédant à Louis Dory. Réélu premier édile en 2008, il devient la même année conseiller général du canton de Dol-de-Bretagne.
À nouveau candidat aux municipales de 2014, il est réélu dès le premier tour pour un troisième mandat. L'année suivante, il se présente aux élections départementales dans le canton de Dol-de-Bretagne, modifié à la suite du redécoupage cantonal. En binôme avec Agnès Toutant, il remporte le scrutin en recueillant 72,50 % des suffrages exprimés,. Il devient deuxième vice-président de la communauté de communes du pays de Dol et de la baie du Mont-Saint-Michel en janvier 2017.
Suppléant des députés René Couanau (2007-2012) et Gilles Lurton (2012-2020), il succède à ce dernier le 1er août 2020,, celui-ci étant atteint par le cumul des mandats après son élection comme maire de Saint-Malo et président de Saint-Malo Agglomération. Touché lui aussi par le cumul, Jean-Luc Bourgeaux quitte ses fonctions de maire.
En 2020, il est proche des Républicains sans y être encarté, il se définit de « sensibilité centre droit ».
À l'Assemblée nationale, il rejoint le groupe Les Républicains en tant qu'apparenté.
Il est réélu député au 2e tour des élections le 19 juin 2022 avec 52,23 % des voix face à la candidate Ensemble !, Anne Le Gagne.
Il est réélu député au 2e tour des élections le 7 juillet 2024 avec 69,14 % des voix face au candidat Rassemblement national, Dylan Lemoine.

## Mandats

### Mandat parlementaire
- depuis le 1er août 2020 : député de la septième circonscription d'Ille-et-Vilaine

### Mandats locaux
- mars 1989 - mars 2001 : conseiller municipal de Cherrueix
- 23 mars 2001 - août 2020 : maire de Cherrueix
- 11 mars 2008 - 29 mars 2015 : conseiller général du canton de Dol-de-Bretagne[9]
- depuis le 29 mars 2015 : conseiller départemental du canton de Dol-de-Bretagne[9]

### Mandats intercommunaux
- depuis le 19 janvier 2017 : 2e vice-président de la communauté de communes du pays de Dol et de la baie du Mont-Saint-Michel